# هيلدر فيريرا
هيلدر فيريرا (بالبرتغالية: Hélder da Silva Ferreira) هو لاعب كرة قدم برتغالي في مركز الوسط، ولد في 13 يونيو 1980 في بينفايل في البرتغال. لعب مع F.C. Marco ‏.

## وصلات خارجية
- هيلدر فيريرا على موقع قاعدة بيانات كرة القدم.إي يو (الإنجليزية)
- هيلدر فيريرا على موقع Soccerway.com (الإنجليزية)
- هيلدر فيريرا على موقع AS.com (الإسبانية)